# Jeanne hurrikán (2004)
A Jeanne hurrikán egy 2004. szeptember 14-28-ig tomboló hurrikán volt és 3000 áldozatot követelt.A 2004-es év sokáig meteorológiai kínszenvedésként fog élni a Karib-térségbeli kis szigeteken és az Egyesült Államok déli részén lakók emlékezetében, mert egyik hurrikán csapott le a másik után, végzetes sorozatokban. Néhány hatalmas mértékű kár okozással hívta fel magára a figyelmet, mások a magas halálozási adatokkal. A Jeanne mindkét kategóriában előkelő helyezést ért el, hiszen óriási pusztítást végzett és több ezer emberi életet követelt.

## Egy felejthetetlen időszak
A 2004-es hurrikánszezon 1885 óta a legsúlyosabb időszak volt.

### Hurrikánszezon
A szezon általában június 1-jétől november 30-ig tart, és a veszélyeztetett régiók lakosai megszokták, hogy ez idő alatt rádiókészültség van érvényben. Bizonyos országok polgárai nyugodtan hátradőlhetnek, mert biztosak lehetnek abban, hogy kormányaik minden szükséges döntést meghoztak. Ugyanakkor a lakosság és a mentőszolgálatok is tudják, hogy ilyenkor mi a teendő. Ezzel szemben más országok - mint a legtöbb Karib-térségbeli ország - a lesújtó társadalmi és gazdasági helyzet miatt képtelen garantálni a megfelelő helyzetet.

### Hurrikánok
2004-ben négy rendkívül erős hurrikán jutott el a Karib térségbe és az Egyesült Államokba: a Charley, a Frances, az Ivan és a Jeanne. Ezek közül a Jeanne volt a legpusztítóbb. Nemcsak komoly károkat okozott, de rendkívül félelmetesnek is bizonyult, és 3000 életet követelt.

## A Jeanne hurrikán
A Jeanne szeptember 13-án trópusi hullámként született Guadeloupetól délkeletre. Először ártalmatlannak tűnt, de másnap elérte a trópusi vihar státusát. Két nappal később Puerto Ricóban járt, majd teljesen fejlett hurrikánként a Dominikai Köztársaság felé vette az irányt. Néhány napra vesztett erejéből, majd visszakerült a trópusi vihar kategóriába. Szeptember 18-án immár trópusi alacsony légnyomású területként, elhaladt Haiti északnyugati része felett, ahol javíthatatlan károkat okozott. Huszadikán a vihar központját ismét hurrikánnak sorolták be, amely a Bahama-szigetek és Florida felé tartott. Szeptember 25-én és 26-án a Saffir-Simpson skálán 3-as kategóriát ért el. Huszonhetedikén észak felé fordult, körbejárta Giorgát majd megérkezett Virginiába ahol ereje kezdett szertefoszlani. Utolsó maradványai - amelyek még mindig erős viharnak számítottak - elérték New Jerseyt és New Yorkot, majd eltűntek az Atlanti-óceánban.

### Pusztítása
Jeanne az egyik legrosszabb természeti katasztrófaként vonult be az új évszázadba. Ha hosszú távú időjárás-előrejelzéseknek hinni lehet, valószínűleg sokkal nagyobb hurrikánok pusztítanak majd ezen a területen.